# Верхняя Салия
Верхняя Салия, Верх-Салия — село в муниципальном районе «Агинский район» Агинского Бурятского округа в Забайкальском крае России.
Входит в состав сельского поселения «Хойто-Ага». Находится за пределами его основной территории.

## География
Село Верхняя Салия расположено в административных границах Читинского района (чересполосный участок «Оленгуйский») на расстоянии 200 километров от административного центра села Хойто-Ага по автомобильной трассе и напрямую через Дарасунский хребет — 90 км. Основной массив чересполосного участка расположен в долине р. Оленгуй между населенными пунктами Ленинский и Оленгуй. Площадь территории составляет 37507 га, в том числе сельскохозяйственных угодий 15794 га. Площадь основной территории — 30107 га, площадь Оленгуйского участка — 7400 га.
Климат
Климат характеризуется как резко континентальный засушливый. Абсолютный минимум температуры воздуха самого холодного месяца (января) составляет −56 °C; абсолютный максимум самого тёплого месяца (июля) — 38 °C. Среднегодовое количество атмосферных осадков составляет 250—380 мм.

## История
Образовано в 1930 году.

## Население
| 2010 | 2021 |
| ---- | ---- |
| 14   | ↘13  |

национальный состав
Согласно результатам переписи 2002 года, в национальной структуре населения русские составляли 100 % от 5 жителей.

## Инфраструктура
Гравийный карьер.

## Транспорт
Грунтовая дорога длиной 6 км.